# Carinacea
Els carinacis (Carinacea) són una infraclasse d'equinoïdeus de la subclasse Euechinoidea. Aquesta infraclasse va ser creada per reunir tots els eriçons de mar regulars amb dents corbades; els irregulars derivarien d'ells.
Aquest grup conté la gran majoria dels eriçons regulars actuals; els únics grups abundants a poca fondària no inclosos dins els carinacis són els Diadematidae i els Echinothuriidae.

## Taxonomia
- Superordre Calycina Gregory, 1900
  - Ordre Phymosomatoida Mortensen, 1904 †
  - Ordre Salenioida Delage & Hérouard, 1903  - 1 família actual
- Superordre Echinacea Claus, 1876
  - Ordre Arbacioida (Gregory, 1900) - 1 família actual
  - Ordre Camarodonta (Jackson, 1912) - 8 famílies actuals
  - Ordre Stomopneustoida (Kroh & Smith, 2010) - 2 famílies actuals (monoespecífiques)
  - Famille Glyphopneustidae Smith & Wright, 1993 †
- Família Hemicidaridae Wright, 1857 †
- Família Orthopsidae Duncan, 1889 †
- Família Pseudodiadematidae Pomel, 1883 †

## Galeria

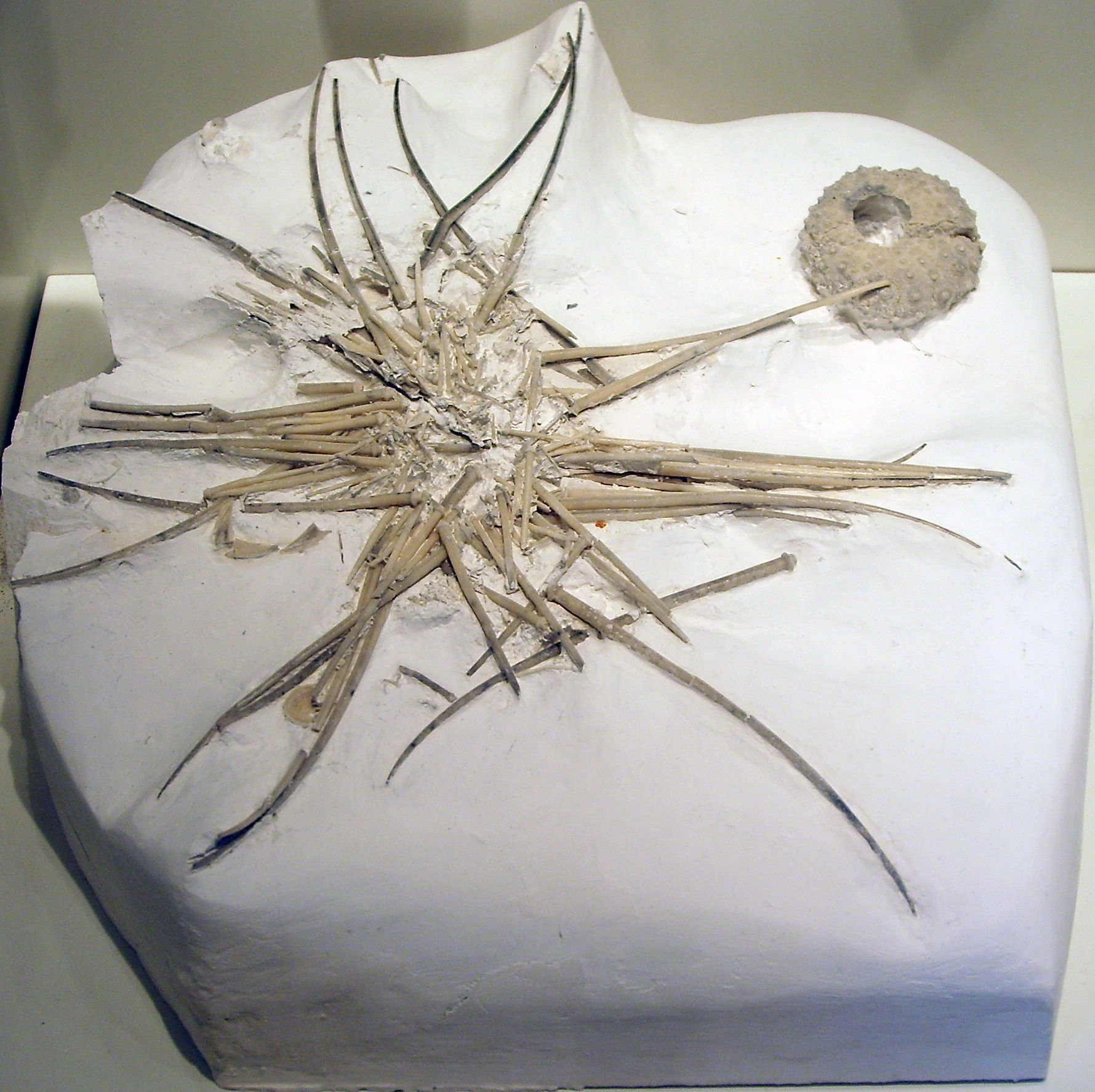
Phymosoma granulosum (Phymosomatoida)
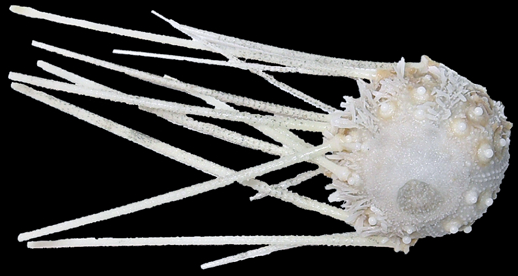
Salenocidaris hastigera (Salenioida)
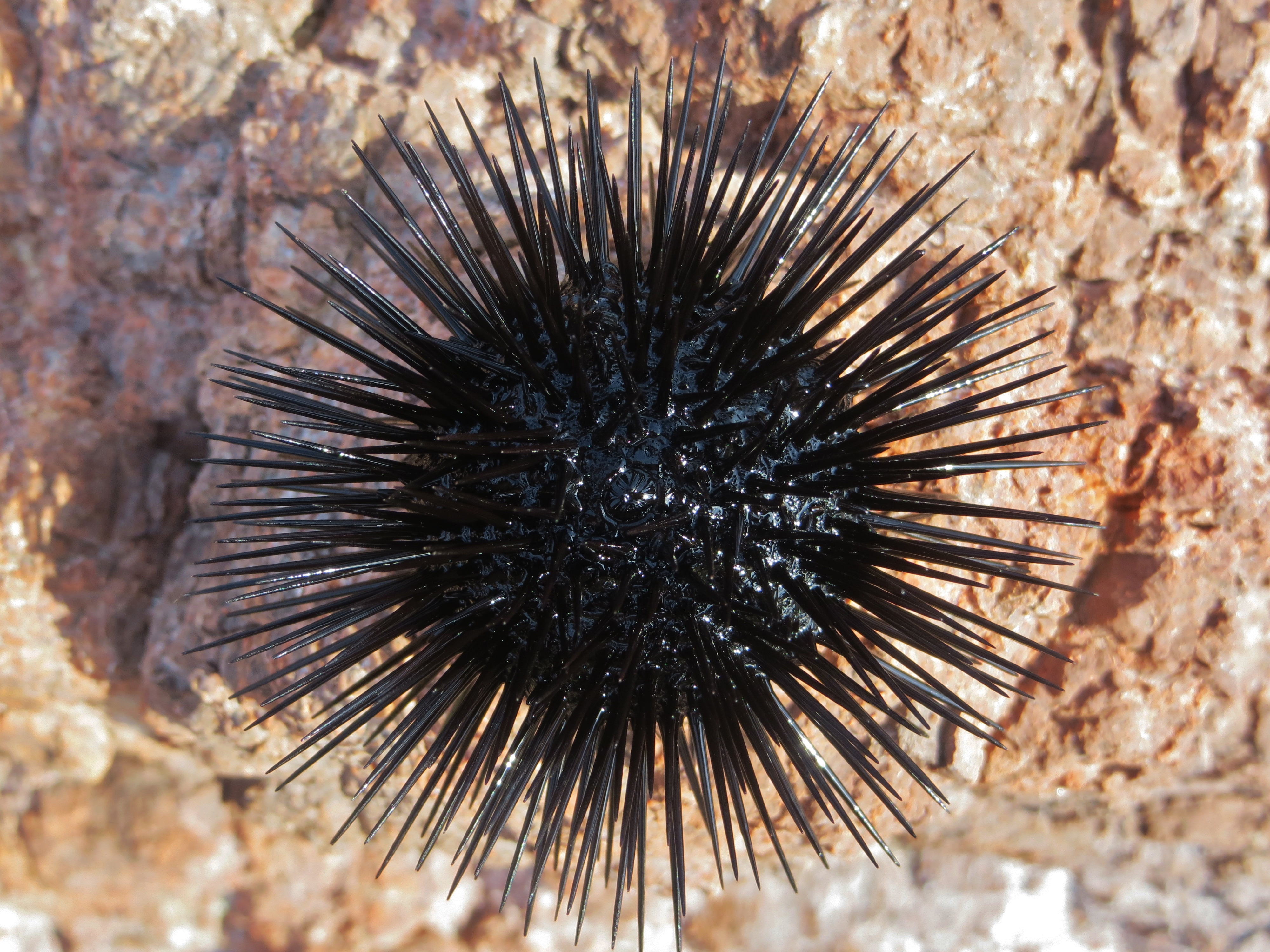
Arbacia lixula (Arbacioida)
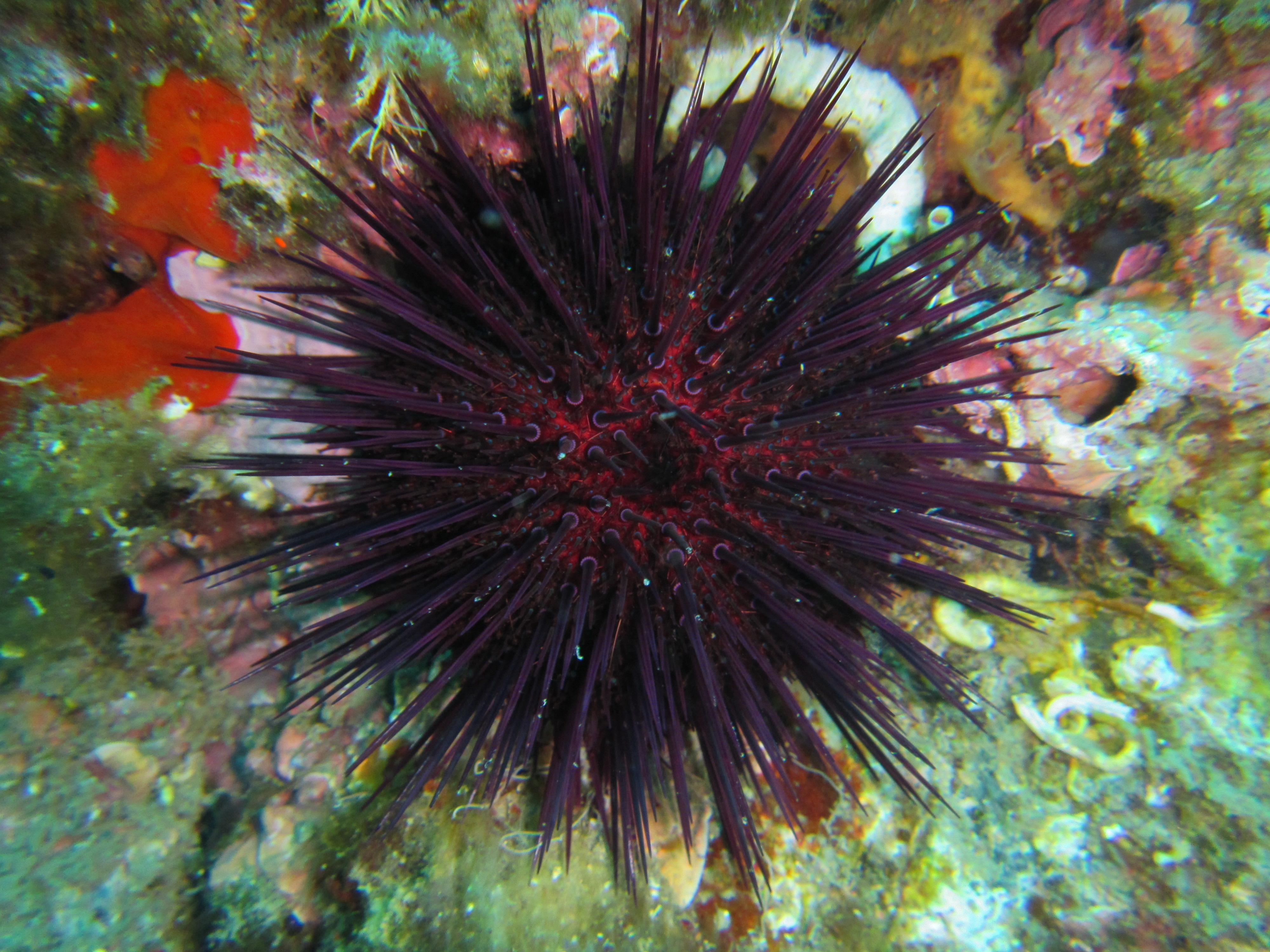
Paracentrotus lividus (Camarodonta)
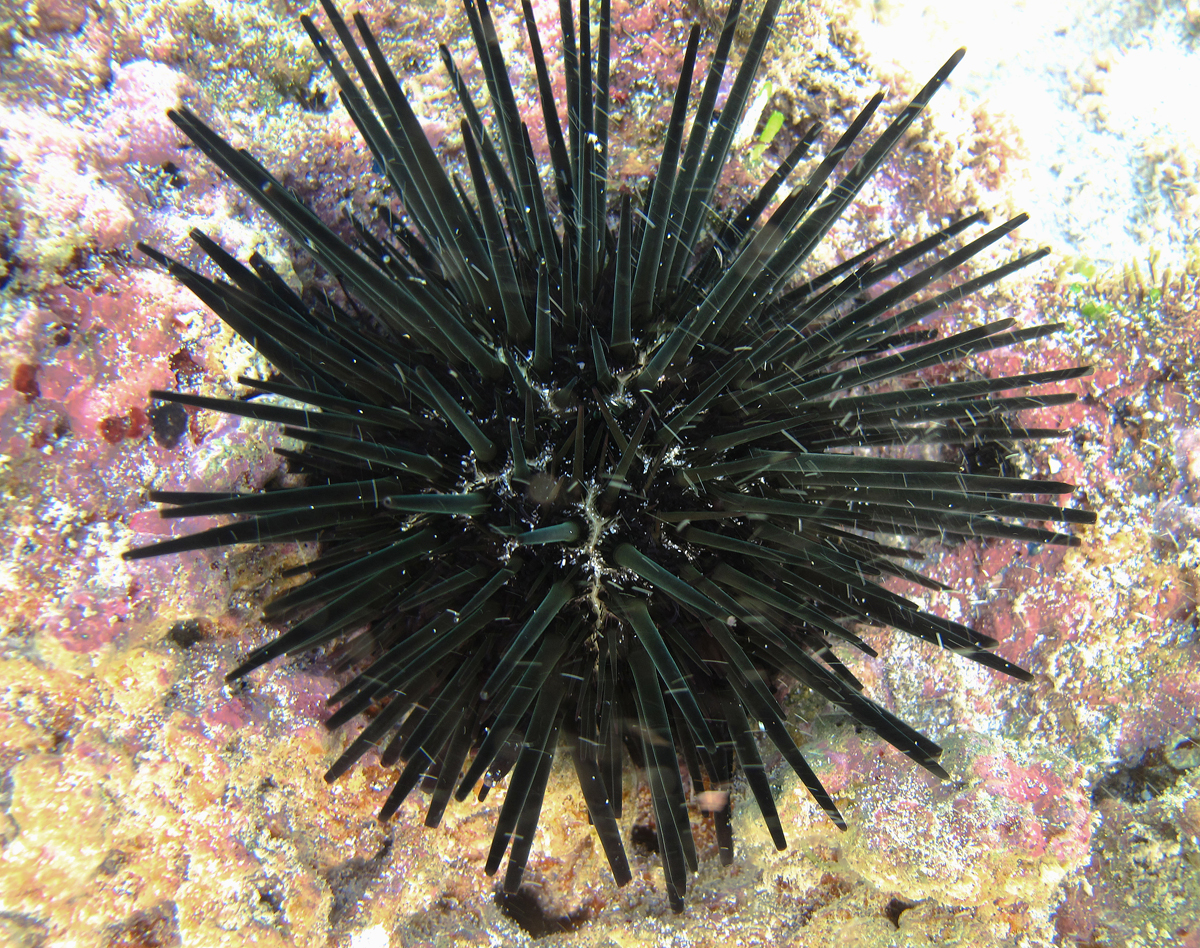
Stomopneustes variolaris (Stomopneustoida)
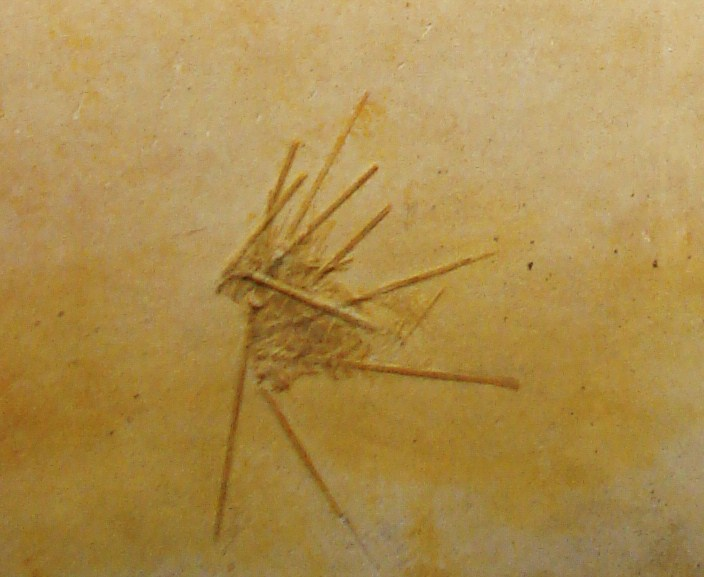
Hemicidaris intermedia (Hemicidaridae)